# Estado de Lambayeque

El estado de Independencia en la República Federal de los Incas.

El Estado Litoral de Lambayeque o Independencia fue un proyecto de Estado Federal, conformado por el Departamento de Lambayeque, dentro del proyecto unionista de los Estados Unidos Perú-Bolivianos que llegó a la etapa legislativa durante la Guerra del Pacífico, pero que no se logró concretar. Limitaría al norte con el Estado de Piura, al este con el Estado de Cajamarca, al sur con el Estado de La Libertad y al oeste con el Océano Pacífico. Contaría para 1880 con 85 984 habitantes y su capital sería Chiclayo.

## Historia
El 11 de junio de 1880, pocos días después de la derrota en la batalla de Tacna, bajo los mandatos de Nicolás de Piérola y Narciso Campero, ambos gobiernos firmaron en Lima un protocolo sobre las bases preliminares de la unión federal, que preveían:

[...] para afianzar la independencia y la inviolabilidad, paz interior y seguridad exterior de los Estados comprendidos, así como para promover su prosperidad (punto I). Los departamentos de cada una de las dos repúblicas se erigirían en Estados autónomos, con instituciones y leyes propias. Se juntarían Tacna y Oruro, y Potosí y Tarapacá (punto II); y las regiones del Chaco y del Beni y de la montaña peruana formarían distritos federales. Los Estados serían iguales en derechos y tendrían una ciudadanía común (punto V); habría un gobierno nacional conformado por los tres poderes clásicos; y la conducción de la política exterior de la Unión correspondería al Poder Ejecutivo Federal. El Presidente de la Unión sería elegido en votación directa por los ciudadanos de los Estados

## División administrativa
El estado estaría dividido en 2 provincias
| Provincias del Estado de Lambayeque | Provincias del Estado de Lambayeque | Provincias del Estado de Lambayeque |
| ----------------------------------- | ----------------------------------- | ----------------------------------- |
| Provincia                           | Capital                             | Habitantes                          |
| Lambayeque                          | Lambayeque                          | 51701                               |
| Chiclayo                            | Chiclayo                            | 34283                               |

## Reforma territorial

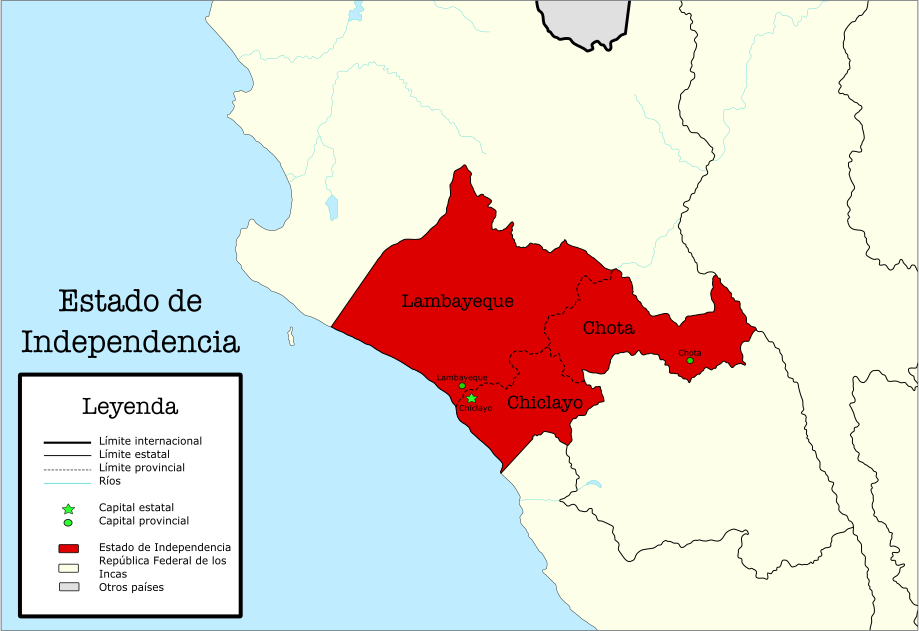
Mapa conceptual del Estado de Independencia.

Se tenía planeada una reforma territorial para casi todos los Estados de la Unión. En el caso del Estado de Lambayeque, se propuso que se le agregaran la provincia de Chota, el distrito de Querecotillo y parte del distrito de Colasay al sur del río Huancabamba, todo esto segregándose del Estado de Cajamarca. El nombre del Estado sería cambiado al Estado de Independencia.